# Kan Kikuchi (Fußballspieler)
Kan Kikuchi (japanisch 菊池 完 Kikuchi Kan; * 3. Mai 1977 in der Präfektur Tokio) ist ein japanischer Fußballspieler.

## Karriere
Kikuchi erlernte das Fußballspielen in der Universitätsmannschaft der Asia-Universität. Seinen ersten Vertrag unterschrieb er 2000 bei Ome FC. Danach spielte er bei FC Fuente Higashikurume. 2006 wechselte er zu FC Gifu. Am Ende der Saison 2007 stieg der Verein in die J2 League auf.